# Lecrín
Lecrín è un comune spagnolo di 2 279 abitanti situato nella comunità autonoma dell'Andalusia.